# Short Belfast
Short Belfast är ett fyrmotorigt propellerdrivet fraktflygplan tillverkat i tio exemplar av Short Brothers på order av RAF. Flygplanstypen flög för första gången 5 januari 1964 och såldes vidare till civila flygbolag 1976 när RAF slutade använda dessa.